# Comune di Hadsten
Il comune di Hadsten fino al 1º gennaio 2007 è stato un comune danese situato nella contea di Århus, il comune aveva una popolazione di 11 818 abitanti (2005) e una superficie di 139 km². Capoluogo era la cittadina omonima.
Dal 1º gennaio 2007, con l'entrata in vigore della riforma amministrativa, il comune è stato soppresso e accorpato ai comuni di Hammel, Hinnerup, Hvorslev e a parte del comune di Langå per dare luogo al neo-costituito comune di Favrskov compreso nella regione dello Jutland centrale (Midtjylland).